# Pelléas et Mélisande (Maeterlinck)

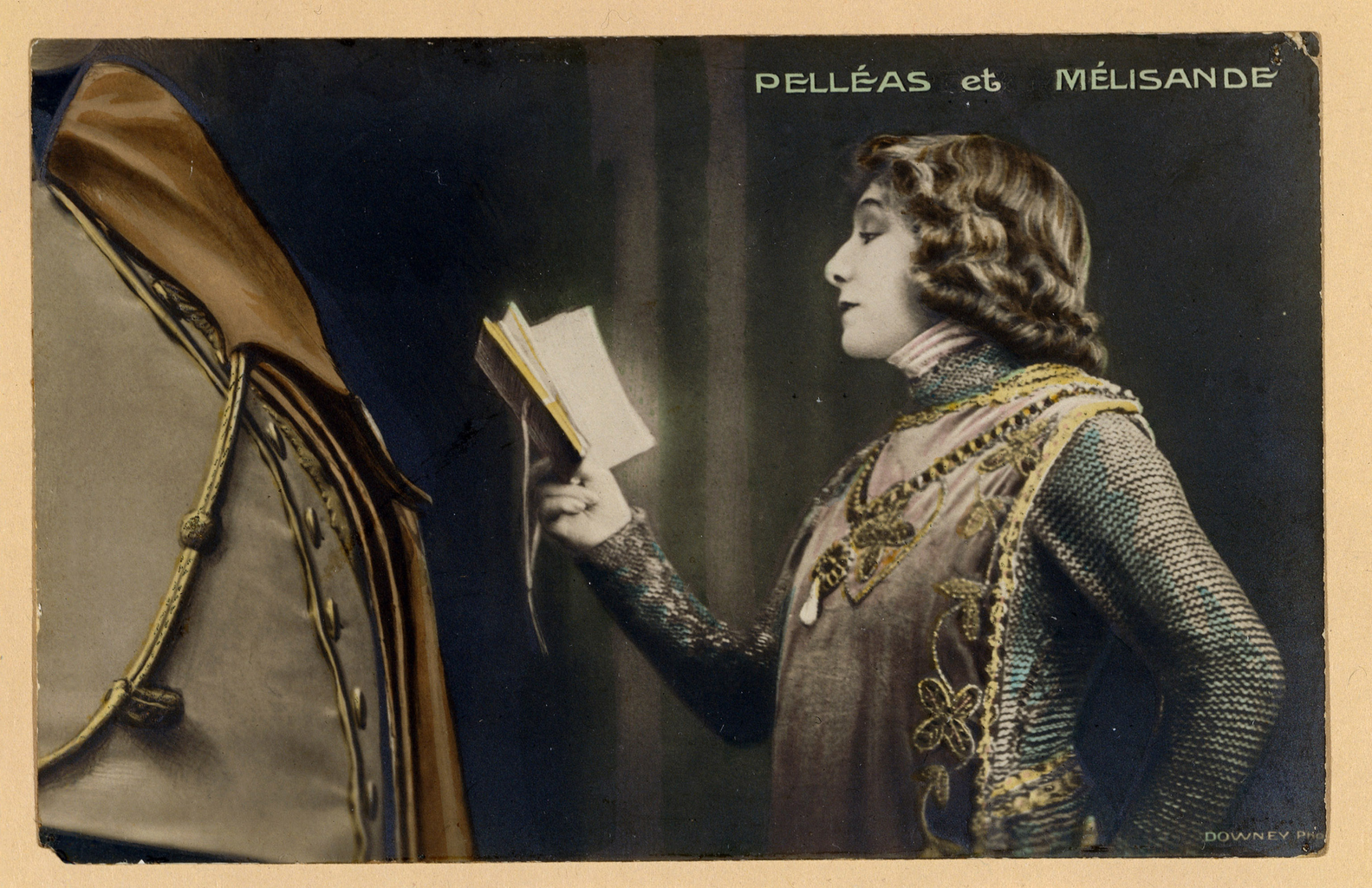
Sarah Bernhardt en Pelléas et Mélisande

Peleas y Melisenda, Pelléas et Mélisande en francés, es una pieza de teatro simbolista escrita por Maurice Maeterlinck que trata del amor prohibido y maldito de los personajes que dan nombre a la obra. Fue estrenada en 1893.

## Personajes
- Arkël, rey de Allemonde
- Geneviéve, madre de Pelléas y Golaud
- Pelléas, nieto de Arkël
- Golaud, nieto de Arkël
- Mélisande
- Yniold, hijo de Golaud (de un anterior matrimonio)
- Un médico
- Portero
- Sirvientes
- Pobres

## Breve sinopsis
Golaud descubre a Mélisande en un arroyo del bosque. Ella ha perdido su corona en el agua, pero no quiere recuperarla. Se casan y ella gana el favor de Arkël inmediatamente. Mélisande se enamora de Pelléas. Los amantes se encuentran en la fuente, donde Mélisande pierde su anillo de bodas. Golaud empieza a sospechar de la pareja y pide a Yniold que los espíe. Cuando los descubre acariciándose mata a Pelléas y hiere a Mélisande. Ella muere luego de dar a luz a una niña anormalmente pequeña.

## Influencia
La obra ha servido de base para varias piezas musicales. Quizás la más conocida es la ópera impresionista compuesta por Claude Debussy (1902). Antes, en 1898, Gabriel Fauré escribió música incidental y una suite para el estreno londinense de la obra. Arnold Schönberg escribió un poema sinfónico en 1903. Jean Sibelius también escribió música incidental y una suite en 1905. Además, Javier Krahe incluyó una canción titulada Peleas y Melisandra en su disco Cinturón negro de karaoke del año 2006.
- Datos: Q652182
- Multimedia: Pelléas et Mélisande (Maeterlinck) / Q652182